# Liste von Burgen, Festungen und Schlössern im Landkreis Südwestpfalz
Die Liste von Burgen, Festungen und Schlössern im Landkreis Südwestpfalz nennt Burgen, Festungen und Schlösser im heutigen Landkreis Südwestpfalz.
| Bauwerk                  | Gemeinde                       | Baujahr (Zeitraum) | Bauherr                        | Zustand | siehe auch |
| ------------------------ | ------------------------------ | ------------------ | ------------------------------ | ------- | ---------- |
| Burg Altdahn             | Dahn                           |                    |                                |         |            |
| Burg Berwartstein        | Erlenbach                      |                    | Hans von Trotha („Hans Trapp“) |         |            |
| Burg Backelstein         | Hauenstein                     |                    |                                |         |            |
| Burg Blumenstein (Pfalz) | Schönau                        |                    |                                |         |            |
| Burg Burghalder          | Hauenstein                     |                    |                                |         |            |
| Burg Burgschnabel        | Hilst                          |                    |                                |         |            |
| Burg Donsieders          | Donsieders                     |                    |                                |         |            |
| Burg Drachenfels         | Busenberg: Franz von Sickingen |                    |                                |         |            |
| Burg Entenstein          | Rodalben                       |                    |                                |         |            |
| Falkenburg (Pfalz)       | Wilgartswiesen                 |                    |                                |         |            |
| Burg Gerstbergerkopf     | Dahn                           |                    |                                |         |            |
| Burg Grafendahn          | Dahn                           |                    |                                |         |            |
| Burg Gräfenstein         | Merzalben                      |                    |                                |         |            |
| Burg Bundenbach          | Großbundenbach                 |                    |                                |         |            |
| Burg Heidenfels          | Busenberg                      |                    |                                |         |            |
| Burg Klein-Frankreich    | Erlenbach                      |                    |                                |         |            |
| Burg Lemberg             | Lemberg                        |                    |                                |         |            |
| Burg Lindelskopf         | Fischbach bei Dahn             |                    |                                |         |            |
| Lustschloss Monbijou     | Dietrichingen                  |                    |                                |         |            |
| Burg Neudahn             | Dahn                           |                    |                                |         |            |
| Rotenburg (Pfalz)        | Lemberg (Pfalz)                |                    |                                |         |            |
| Burg Ruppertstein        | Lemberg (Pfalz)                |                    |                                |         |            |
| Burg Steinenschloss      | Thaleischweiler-Fröschen       |                    |                                |         |            |
| Burg St. German          | Bobenthal                      |                    |                                |         |            |
| Burg Tanstein            | Dahn                           |                    |                                |         |            |
| Wegelnburg               | Schönau (Pfalz)                |                    |                                |         |            |
| Burg Wiesbach            | Wiesbach (Pfalz)               |                    |                                |         |            |
| Wilgartaburg             | Wilgartswiesen                 |                    |                                |         |            |